# Pedante

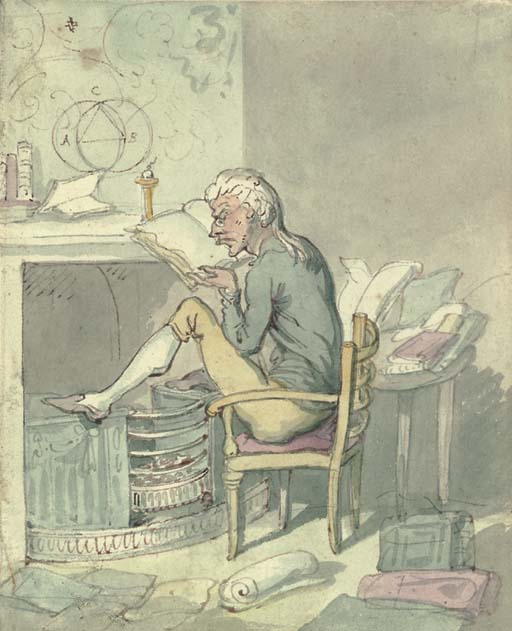
"El pedante" por el caricaturista Thomas Rowlandson

Un pedante es una persona que se envanece de sus conocimientos, con o sin causa para ello.

## Etimología
La palabra proviene del Idioma italiano pedante (1535) que significaba "maestro de escuela" o "profesor". El origen de la palabra italiana es incierto. El primer término parece provenir de pedagogo (profesor). Se ha sugerido que pedante es una contracción del latín medieval pædagogantem, participio presente de pædagogare ("hacer de pedagogo", "enseñar") pero no hay evidencia sólida al respecto.

## Uso del término
La palabra tiene casi siempre una connotación negativa, indicando a alguien extremadamente preocupado en minucias y detalles o que es percibido como condescendiente. Cuando fue usada por primera vez por Shakespeare en Trabajos de amor perdidos (1588), significaba simplemente "profesor" pero poco después Thomas Nashe en Have with You to Saffron-Walden (1596) ya la usaba con el sentido negativo. La pedantería y la obcecación con minucias pueden ser también indicativos de algún desorden mental como el autismo de alto funcionamiento o el trastorno obsesivo-compulsivo de la personalidad.